# Tyrkło
Tyrkło (dawniej niem. Tyrklo, Rudolfswalde) – dawna wieś lub osada i grodzisko pruskie (niem. Schlossberg). Obecnie osada leśna w Polsce, położona w województwie warmińsko-mazurskim, w powiecie piskim, w gminie Orzysz. W latach 1975–1998 miejscowość należała administracyjnie do województwa suwalskiego.
Dawna Osada Tyrkło
Nieistniejąca już osada leśna nad jeziorem Tyrkło, w pobliżu staropruskiego grodziska. Osada leśna wykazywana była na mapach jeszcze w 1939 r. Obecnie w tym miejscu jest jedynie polana.
Na terenie dawnej osady leśnej Tyrkło (niem. Rudolfswalde), obecnie funkcjonuje obozowisko harcerskie (plac biwakowy). Jest to polana śródleśna, ze śladami zabudowań oraz drzew owocowych (pozostałości sadu). Polana położona jest na kilku tarasach opadających w stronę jeziora. Na polanie, w pobliżu brzegu jeziora, znajduje się niewielkie źródło. 
Obok polany, niecałe 200 m na prawo od rozwidlenia (przy drodze do wsi Góra), na wysokiej skarpie, znajduje się mogiła wojenna z lat 1914-1915, w której pochowani są niemieccy i rosyjscy żołnierze. Nieco dalej, u podnóża skarpy, na poboczu drogi znajdują się betonowe postumenty ze stalowymi elementami. Podczas II wojny światowej znajdował się tu szlaban i wojskowy posterunek. Podczas ostatniej wojny przesmyk między jeziorami Tyrkło i Buwełno stanowił element w tzw. Giżyckiego Rejonu Umocnionego. 
Grodzisko Tyrkło (niem. Schlossberg) nad jeziorem Tyrkło jest jednym z kilku grodzisk wzniesionych w rejonie jeziora Śniardwy. Mieczysław Orłowicz, na początku XX w. (w okresie międzywojennym) tak opisywał to miejsce "nad jeziorem Tyrkło, które ciągnie się pasem 8 km ku północy, leży zagadkowy kopiec, zwany również Tyrkło. Ma on pochodzić z przedhistorycznych czasów, kiedy służył dla celów obronnych, możliwe też, jest mogiłą jakiegoś wodza Prusów lub Jadźwingów. Ze szczytu rozległy widok na okolicę i jezioro Śniardwy". Już w okresie międzywojennym grodzisko Tyrkło było chronione jako „pomnik historii kultury”. 
Przez Niemców zazwyczaj było nazywane Schlossberg (Góra Zamkowa, Zameczek), podobnie jak wiele innych grodzisk na Mazurach. Pierwszy opisał grodzisko Georg Christopher Pisanski w 1749 r. Leży około 2,5 km na północ od Okartowa. Z jednej strony otoczone było jeziorem. Z drugiej strony dostępu bronił wał i fosa. Wierzchołek grodziska był spłaszczony, ale stoki zachowały stromiznę. Pośrodku wierzchołka znajdowało się zagłębienie, które według przypuszczeń Pisanskiego, mogło być reliktem studni (raczej były to pozostałości po majdanie). Rzędna wierzchołka grodziska znajdowała się na wysokości 127,7, natomiast  zwierciadło jeziora około 116 m n.p.m. Na podstawie analizy mapy topograficznej sprzed prawie 100. lat można stwierdzić, że w czasach wczesnośredniowiecznych (okres pobytu Galindów), grodzisko zostało usytuowane na krańcu długiego i wąskiego półwyspu, wcinającego się w jezioro. 
Podczas II wojny światowej pozostałości grodziska zostały częściowo zdewastowane. Wzdłuż zachodniego brzegu jeziora Tyrkło wzniesiono jedną z pozycji obronnych w ramach Giżyckiego Rejonu Umocnionego. Grodzisko zostało poprzecinane liniami okopów, dodatkowo wzmocnione tzw. punktami oporu (łącznie około 20). Natomiast 250 m na północny wschód od wierzchołka grodziska zbudowano bunkier (lekko uszkodzony).